# Aphelinoidea cultrocaudata
Aphelinoidea cultrocaudata is een vliesvleugelig insect uit de familie Trichogrammatidae. De wetenschappelijke naam is voor het eerst geldig gepubliceerd in 2009 door Wang, He, Zhang & Hu.